# Kento Nakamura
Kento Nakamura (japanisch 中村 健人 Nakamura Kento; * 1. September 1997 in Saiki, Präfektur Ōita) ist ein japanischer Fußballspieler.

## Karriere
Kento Nakamura erlernte das Fußballspielen in der Jugendmannschaft des UKI-C.FC, in der Schulmannschaft der Higashi Fukuoka High School sowie in der Universitätsmannschaft der Meiji-Universität. Seinen ersten Profivertrag unterschrieb er am 1. Februar 2020 beim Kagoshima United FC. Der Verein aus Kagoshima, einer Hafenstadt an der Südwestspitze der Insel Kyūshū, spielte in der dritten japanischen Liga, der J3 League. Sein Drittligadebüt gab Kento Nakamura am 13. Dezember 2020 im Heimspiel gegen die U23-Mannschaft von Gamba Osaka. Hier wurde er in der 58. Minute für Junki Goryō eingewechselt. Für Kagoshima absolvierte er zehn Ligaspiele. Im Januar 2022 wechselte er in die vierte Liga, wo er einen Vertrag bei den Suzuka Point Getters unterschrieb. Nach 85 Ligaspielen wechselte er im Januar 2025 zum ebenfalls in der vierten Liga spielenden Reilac Shiga.